# Dolomedes senilis
Dolomedes senilis là một loài nhện trong họ Pisauridae.
Loài này thuộc chi Dolomedes. Dolomedes senilis được Eugène Simon miêu tả năm 1880.